# Elizabeth Deignan
Elizabeth Mary (Lizzie) Deignan (geboortenaam Armitstead) (Otley, 18 december 1988) is een Brits voormalig wielrenster, zowel op de weg als de wielerbaan. In beide disciplines werd ze wereldkampioene.
Sinds haar huwelijk op 17 september 2016 met de voormalig Ierse wielrenner Philip Deignan draagt ze diens naam.

## Carrière

### Op de baan
Armitstead begon haar carrière op de wielerbaan. Tussen 2007 en begin 2011 won ze verschillende wereldbekers als onderdeel van de ploegenachtervolging, maar ook in de scratch en de puntenkoers behaalde ze overwinningen. Ook op wereldkampioenschappen was Armitstead met één bronze en drie zilveren medailles succesvol. Enkel op het WK 2009 won ze goud: samen met Wendy Houvenaghel en Joanna Rowsell won ze de ploegenachtervolging. Haar grote doel op de baan waren de Olympische spelen 2012. Ze trachtte zich te kwalificeren voor het omnium. In deze discipline behaalde ze in 2010 reeds een tweede plek op het WK 2010. Toen in aanloop naar de spelen duidelijk werd dat haar jongere landgenote Laura Trott het omnium zou afwerken, stopte Armitstead met het baanwielrennen. Wel rijdt ze nog wedstrijden om haar conditie in de winter te onderhouden.

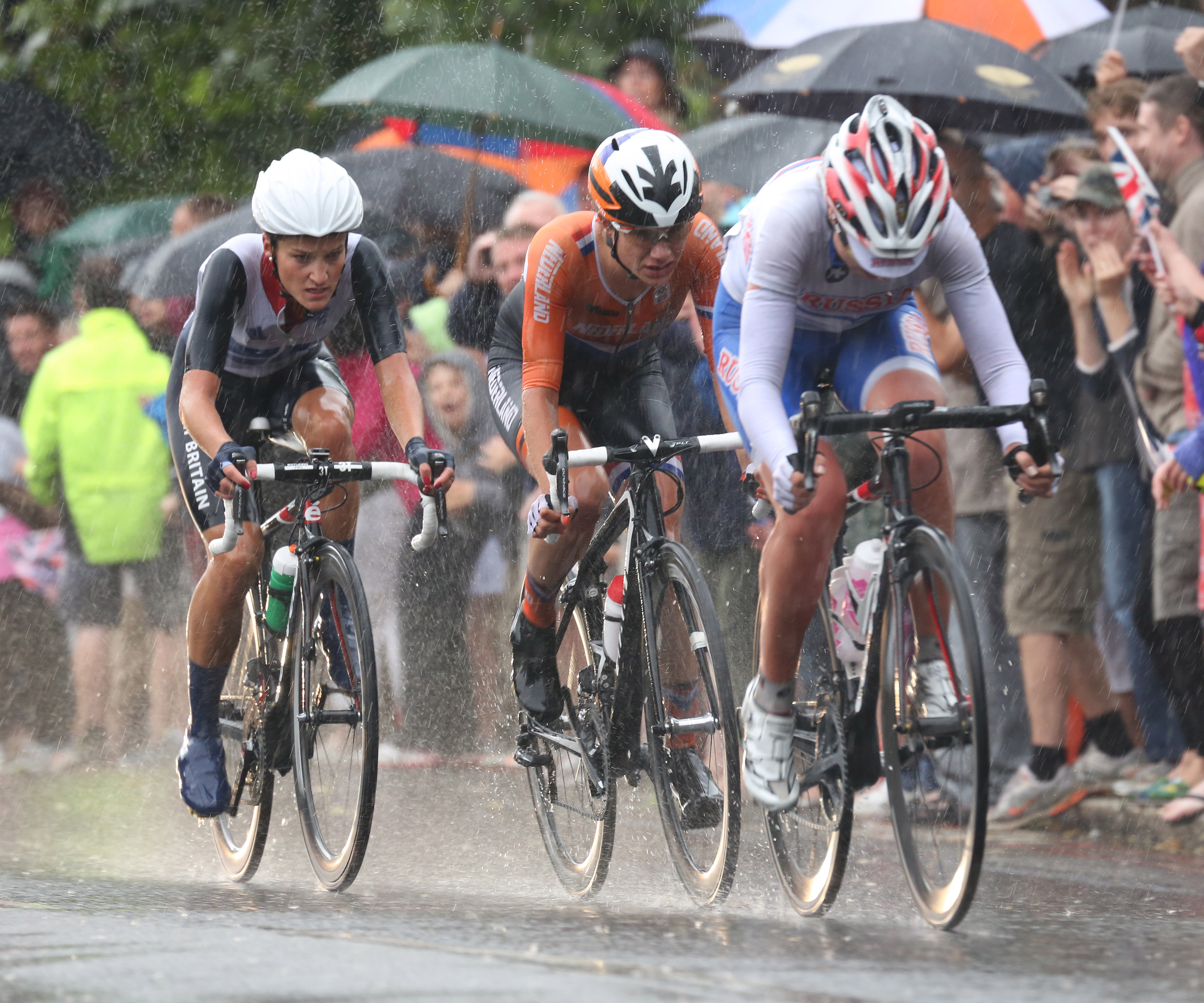
Olympische wegrit 2012

### Op de weg
Al snel bleek de Britse ook een uitstekend wegrenster te zijn. Haar eerste UCI-overwinning boekte ze in 2009, toen ze de zesde rit in de Tour de l'Ardèche won. Haar doorbraak op de weg volgde in 2012. Ze nam namens haar land deel aan de wegwedstrijd op de Olympische Zomerspelen 2012 in Londen. Samen met de Nederlandse topfavoriet Marianne Vos en Olga Zabelinskaya uit Rusland, bleef ze voorop na een ontsnapping in de stromende regen. In de spurt vloerde Vos Armitstead, die zo een zilveren medaille behaalde.

### 2014 en 2015
Van toen af behoorde ze bij de absolute top van het vrouwenwielrennen. In 2014 behaalde ze dankzij haar overwinning in de Ronde van Drenthe haar eerste Wereldbeker binnen. Door tweede plaatsen in o.a. Trofeo Binda, Ronde van Vlaanderen en de Waalse Pijl won ze ook het eindklassement in de wereldbeker. 2015 werd voor Armitstead een echt boerenjaar, ondanks een harde val toen ze frontaal op een fotograaf inreed, nadat ze juichend over de finish kwam in de eerste etappe van The Women's Tour. Ze boekte 10 overwinningen waaronder haar derde nationale weg titel, Philadelphia Cycling Classic en de GP Ouest France-Plouay. Eind september zette ze de kroon op het werk door naast het eindklassement in de wereldbeker ook nog het Wereldkampioenschap te winnen. In Richmond won ze de spurt van een select gezelschap en mocht zo de regenboogtrui aantrekken.

### 2016

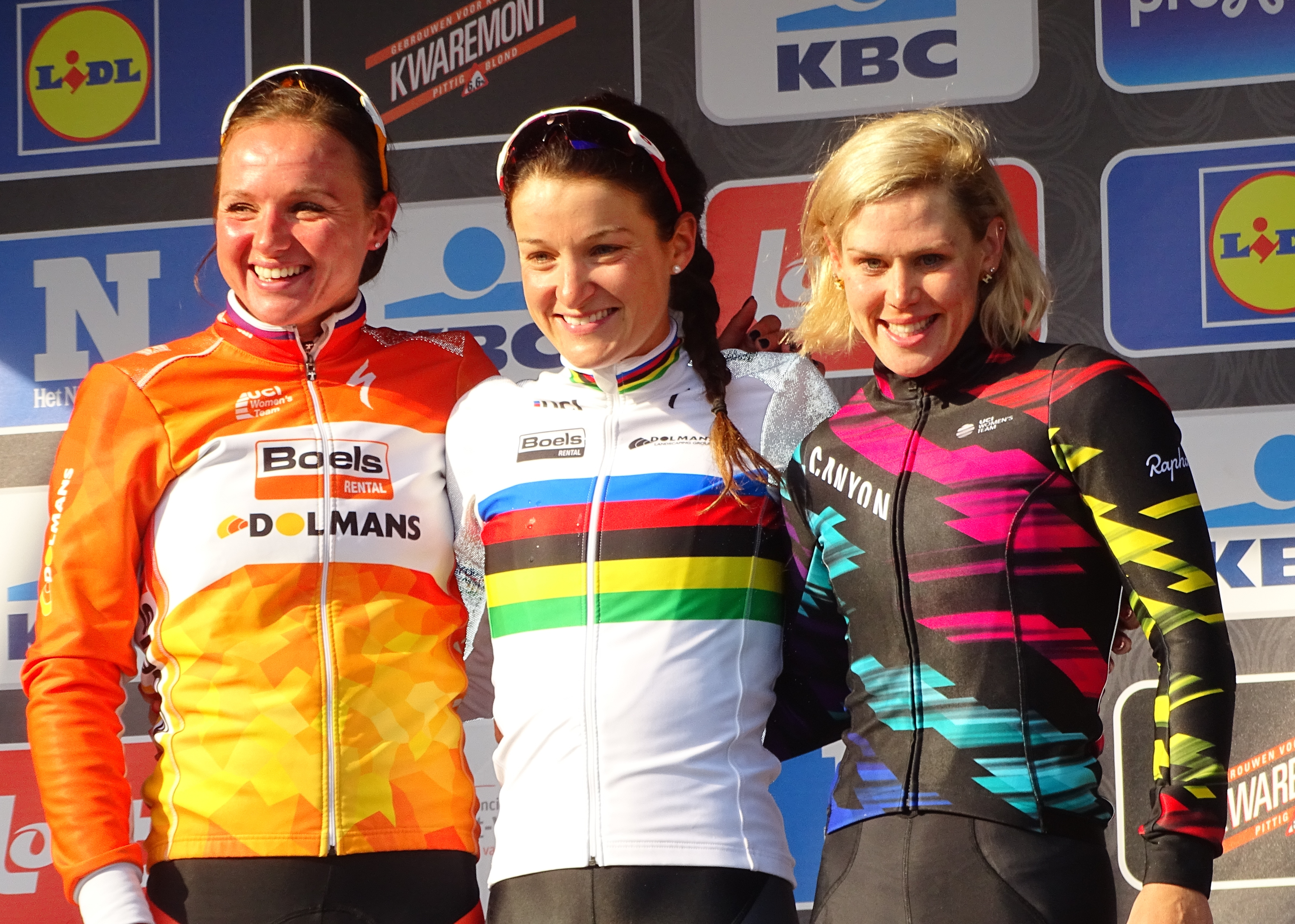
Winst Omloop het Nieuwsblad 2016

In het voorjaar van 2016 bewees Armitstead het tegendeel van de mythe van de vloek van de regenboogtrui, door het winnen van vijf (semi)-klassiekers: ze won de Omloop het Nieuwsblad (met rugnummer 13), Strade Bianche, Trofeo Alfredo Binda, Ronde van Vlaanderen en Holland Hills Classic. Hierdoor nam ze ook een ruime voorsprong in het World Tour-klassement. In juni won ze de derde etappe en het eindklassement van de Aviva Women's Tour. Hierna reed Armitstead de Giro Rosa in dienst van haar ploeggenote Megan Guarnier, die in mei met winst in de Ronde van Californië de leiding over had genomen in het World Tourklassement. De etappewinst in juni was de laatste individuele overwinning van Armitstead in 2016; ze won met haar team wel nog de ploegentijdrit in Zweden en in de Holland Ladies Tour.

### Gemiste dopingtesten
Op 8 juli 2016 ging Armitstead niet van start in de 7e etappe (tijdrit) in de Giro Rosa, naar eigen zeggen vanwege ziekte. Dezelfde reden gaf ze op voor haar afwezigheid op 24 juli bij La Course in Parijs. Op 11 juli werd zij voorlopig geschorst, omdat ze in één jaar tijd drie dopingtesten buiten competitie misliep. Hier had ze vier jaar schorsing voor kunnen krijgen. De eerste gemiste test (op 20 augustus 2015, de dag voor de wereldbeker ploegentijdrit in Zweden) vocht ze met succes aan bij het CAS. Ze werd voor deze test vrijgesproken op 21 juli, waardoor ze alsnog naar de Olympische Spelen in Rio de Janeiro mocht gaan (waar ze vijfde werd in de wegrit). Voor de twee andere tests, neemt ze wel de volledige verantwoordelijkheid. De tweede test (op 5 oktober 2015, negen dagen na het door haar gewonnen WK) zou ze gemist hebben vanwege een administratieve misser en de derde (op 9 juni 2016, zes dagen voor de door haar gewonnen Aviva Women's Tour) miste ze door een spoedgeval in haar familie. Naar eigen zeggen is ze in deze periode 16 maal getest, telkens negatief, waaronder de dag na de eerste gemiste test. Armitstead en haar Nederlandse ploeg Boels Dolmans hebben de voorlopige schorsing stilgehouden om onrust te vermijden, maar op 1 augustus bracht The Daily Mail de zaak naar buiten. De gemiste tests, het niet direct aanvechten van de eerste test en het verzwijgen van de voorlopige schorsing leverde haar een golf van kritiek op.

### 2017
Vanaf het voorjaar van 2017 fietst ze onder haar gehuwde naam Deignan. Op 4 maart wist ze haar zege in de Strade Bianche niet te verdedigen en moest genoegen nemen met de derde plaats. In april 2017 hielp Deignan haar nieuwe ploeggenote Anna van der Breggen aan drie zeges in het eerste volledige Ardens drieluik voor vrouwen; zelf behaalde ze drie maal de tweede plaats. Een week later waren de rollen omgedraaid en hielp Van der Breggen Deignan aan de zege in haar thuiswedstrijd, de Tour de Yorkshire. In juni won Deignan haar vierde nationale titel op de weg en in juli werd ze tweede op de Col d'Izoard tijdens La Course, die gewonnen werd door Annemiek van Vleuten. In augustus won ze de GP de Plouay en na de tweede etappe van de Boels Ladies Tour moest ze worden geopereerd om haar blinde darm te laten verwijderen. Dit bleek achteraf haar laatste wedstrijd voor Boels Dolmans. Vier weken later was ze wel nog actief tijdens het WK in Bergen, waar ze als 42e eindigde.

### Zwangerschap en overstap naar Trek
Deignan verlengde haar contract met Boels Dolmans tot en met 2020. In 2018 kwam ze echter niet in actie vanwege haar zwangerschap. In juli 2018 werd ze bovendien gepresenteerd als de kopvrouw van de nieuwe ploeg Trek-Segafredo.

## Privéleven
Op 14 maart 2018 maakte ze bekend  zwanger te zijn van hun eerste kind en op 23 september beviel ze van haar dochter Orla.

## Overwinningen

### Baan
| Jaar | BK                   | WK                                           | Overig |
| ---- | -------------------- | -------------------------------------------- | --- |
| 2006 | scratch              |                                              | |
| 2007 |                      |                                              | |
| 2008 |                      |                                              | WB Manchester: ploegenachtervolging, puntenkoers en scratch WB Melbourne: ploegenachtervolging en scratch 6daagse Amsterdam |
| 2009 | puntenkoers, scratch | ploegenachtervolging · scratch · puntenkoers | WB Kopenhagen: ploegenachtervolging en scratch                                                                              |
| 2010 |                      | omnium ploegenachtervolging                  | |
| 2011 | puntenkoers, scratch |                                              | WB Peking: omnium |
| 2012 |                      |                                              | Manchester: ploegenachtervolging                                                                                            |
| 2013 |                      |                                              | |
| 2014 |                      |                                              | Manchester: puntenkoers |
| 2015 |                      |                                              | Glasgow: puntenkoers |

### Weg
2009 - 1 zege
- 6e etappe Tour Cycliste Féminin International de l'Ardèche

2010 - 5 zeges
- 2e etappe Tour de l'Aude Cycliste Féminin
- 8e etappe Route de France Féminine
- 3e, 4e en 5e etappe Tour de l'Ardèche

2011 - 3 zeges
- 1e etappe Ronde van Chongming
- Brits kampioene wielrennen op de weg, Elite
- 7e etappe Thüringen-Rundfahrt

2012 - 1 zege
- Omloop van het Hageland
- Olympische Spelen, Londen

2013 - 1 zege
- Brits kampioene wielrennen op de weg, Elite

2014 - 4 zeges
- Wegwedstrijd Gemenebestspelen, Glasgow
- Omloop van het Hageland
- Ronde van Drenthe
- 1e etappe Ronde van Thüringen

2015 - 10 zeges
- Wereldkampioene wegrit, Elite
- Brits kampioene wielrennen op de weg, Elite
- Eindklassement Ronde van Qatar
  - 3e en 4e etappe Ronde van Qatar
- Trofeo Alfredo Binda-Comune di Cittiglio
- Boels Rental Hills Classic
- Philadelphia Cycling Classic
- 1e etappe The Women's Tour
- GP Ouest France-Plouay

2016 - 9 zeges
- Omloop Het Nieuwsblad
- Strade Bianche (WWT)
- Trofeo Alfredo Binda-Comune di Cittiglio (WWT)
- Ronde van Vlaanderen (WWT)
- Boels Rental Hills Classic
- Eindklassement Aviva Women's Tour (WWT)
  - 3e etappe Aviva Women's Tour
- Open de Suède Vårgårda (TTT) (WWT)
- 2e etappe Holland Ladies Tour (TTT) (WWT)

2017 - 3 zeges
- Brits kampioene wielrennen op de weg, Elite
- Tour de Yorkshire
- GP de Plouay (WWT)

2019 - 2 zeges
- Eindklassement OVO Energy Women's Tour
  - Puntenklassement OVO Energy Women's Tour
  - Beste Britse in OVO Energy Women's Tour
  - 5e etappe OVO Energy Women's Tour

2020 - 3 zeges
- GP de Plouay (WWT)
- La Course by Le Tour de France (WWT)
- Luik-Bastenaken-Luik (WWT)

2021 - 2 zeges
- Eind-, punten- en bergklassement Ronde van Zwitserland
- 1e etappe (TTT) Ronde van Italië
- Parijs-Roubaix

2024 - 0 zeges
- Bergklassement Ronde van Groot-Brittannië[18]

2025
1e etappe Ronde van Spanje (TTT)

#### Uitslagen in klassiekers en WK
| Jaar | Milaan-San Remo | Gent-Wevelgem | Ronde van Vlaanderen | Parijs-Roubaix | Amstel Gold Race | Luik-Bast.‑Luik | Trofeo Alfredo Binda | Strade Bianche | Classic Lorient Agglomération |  | WK op de weg |
| ---- | --------------- | ------------- | -------------------- | -------------- | ---------------- | --------------- | -------------------- | -------------- | ----------------------------- |  | ------------ |
| 2012 |                 |               | 34e                  |                |                  |                 |                      |                |                               |  |              |
| 2013 |                 |               | 9e                   |                |                  |                 | opgave               |                | 24e                           |  | 19e          |
| 2014 |                 |               | ↑                    |                |                  |                 | ↑                    |                | 8e                            |  | 7e           |
| 2015 |                 |               | 8e                   |                |                  |                 | ↑                    | ↑              | Goud                          |  | ↑            |
| 2016 |                 | 17e           | ↑                    |                |                  |                 | ↑                    | ↑              | 66e                           |  | 4e           |
| 2017 |                 |               | 17e                  |                | ↑                | ↑               | 39e                  | ↑              | ↑                             |  | 42e          |
| 2019 |                 |               |                      |                | 19e              | 7e              |                      |                |                               |  | 31e          |
| 2020 |                 | 8e            | opgave               |                |                  | ↑               |                      | 37e            | ↑                             |  | 6e           |
| 2021 |                 | 17e           | 18e                  | ↑              |                  |                 | 12e                  |                |                               |  |              |
| 2022 |                 |               |                      |                |                  |                 |                      |                |                               |  |              |
| 2023 |                 |               |                      |                |                  | 63e             |                      |                |                               |  | 6e           |
| 2024 |                 |               | opgave               |                |                  |                 | opgave               | 27e            |                               |  |              |
| 2025 | opgave          |               |                      | 55e            |                  |                 | 89e                  | opgave         |                               |  |              |

## Ploegen
- 2007 –  Global Racing
- 2008 –  Halfords Bikehut Cycle
- 2009 –  Lotto-Belisol Ladiesteam
- 2010 –  Cervélo Lifeforce
- 2011 –  Cervélo Lifeforce
- 2012 –  AA Drink-Leontien.nl
- 2013 –  Boels Dolmans
- 2014 –  Boels Dolmans
- 2015 –  Boels Dolmans
- 2016 –  Boels Dolmans
- 2017 –  Boels Dolmans
- 2018 –  Boels Dolmans
- 2019 –  Trek-Segafredo
- 2020 –  Trek-Segafredo
- 2021 –  Trek-Segafredo
- 2022 –  Trek-Segafredo
- 2023 –  Lidl-Trek
- 2024 –  Lidl-Trek
- 2025 –  Lidl-Trek tot 24 juni[19]

Armitstead · Arys · De Vuyst · Delfosse · Depoorter · Eeckhout · Gilmore · Koedooder · Lanssens · Mackie · Schoonbaert · Silversides · Torp · Van Doorslaer · Verbeke
Armitstead · Bras · Daams · De Baat · Kasper · Kessler · Martin · Rooijakkers · Trott · Van Wanroij · Visser
Armitstead · Daams · De Jong · Ensing · Guarnier · Kasper · Kessler · Majerus · Pawłowska · Trott · Van Dijk · Van Paassen · Van Wanroij · Zijlaard
Armitstead · Blaak · De Jong · Dideriksen · Guarnier · Kasper · Majerus · Pawłowska · Stevens · Van Dijk · Van Paassen
Armitstead · Blaak · Canuel · De Jong · Dideriksen · Guarnier · Harris · Kasper · Majerus · Pawłowska · Stevens · Van Dijk
Blaak · Brammeier · Canuel · Deignan · Dideriksen · Guarnier · Majerus · Pawłowska · Pieters · Van den Bos · Van der Breggen
Blaak · Canuel · Deignan · Dideriksen · Guarnier · Majerus · Pieters · Plichta · Schneider · Van den Bos · Van der Breggen
Batty · Cordon-Ragot · Deignan · Hanson · Lepistö · Longo Borghini · Neff · Noble · Paternoster · Plichta · Richards · Swartz · van Dijk · Van Twisk · Wiles · Winder · Worrack
Bäckstedt · Batty · Brand · Cordon-Ragot · Deignan · Hanson · Henttala · Longo Borghini · Paternoster · Plichta · Richards · Swartz · van Dijk · Van Twisk · Wiles · Winder · Worrack
Bäckstedt · Brand · Cordon-Ragot · Deignan · Dideriksen · Hanson · Hosking · Longo Borghini · Paternoster · van Anrooij · van Dijk · Van Twisk · Wiles · Winder · Worrack
Bäckstedt · Balsamo · Brand · Cordon-Ragot · Deignan · Dideriksen · Hanson · Hosking · Longo Borghini · Paternoster · Thomas · van Anrooij · van Dijk · Wiles
Bäckstedt · Balsamo · Brand · Chapman · Deignan · Hanson · Klein · Knibb (vanaf 1/6) · Longo Borghini · Realini · Sanguineti · Spratt · van Anrooij · van Dijk (zwangerschapsverlof) · Wiles (tot 14/7)
van Anrooij · Bäckstedt · Balsamo · Brand · Chapman · Copponi · Deignan · van Dijk · Hanson · A. Holmgren · I. Holmgren · Klein · Longo Borghini · Moors · Realini · Sanguineti · Sharp · Spratt · Wilson-Haffenden
van Anrooij · Balsamo · Bjerg · Brand · Copponi · Deignan · van Dijk · Fisher-Black · Hanson · Henderson · A. Holmgren · I. Holmgren · Markus · Moors · Realini · Sanguineti · Sharp · Spratt · Wilson-Haffenden
- Library of Congress Control Number: no2018090447
- Virtual International Authority File: 268153184536827100008
- WorldCat: E39PBJhX79YkdgyTcF6VRWqPcP